# Zuzana Zvolenská
Zuzana Zvolenská (* 27. ledna 1972 Bratislava) je slovenská politička, v letech 2012 až 2014 ministryně zdravotnictví SR v druhé vládě Roberta Fica jako nestranička za stranu SMER.

## Biografie
Vystudovala Právnickou fakultu Univerzity Komenského. Po skončení studií nastoupila roku 1995 do Univerzální bankovní pojišťovny. Od roku 2002 působí v zdravotnickém sektoru, kdy nastoupila na generální ředitelství Společné zdravotní pojišťovny. V roce 2005 se v ní stala vedoucí oddělení smluvních vztahů a od února 2006 byla pověřena řízením oboru zdravotních činností. Téhož roku se stala náměstkyní generálního ředitele pro nákup zdravotní péče a členkou představenstva tohoto ústavu. V roce 2008 pak získala post generální ředitelky. V roce 2010 byla členkou představenstva zdravotní pojišťovny Dôvera. Není členkou strany SMER, ale působila za ni jako stínová ministryně práce, sociálních věcí a rodiny. Od dubna 2012 do listopadu 2014 zastávala post ministryně zdravotnictví SR v druhé vládě Roberta Fica.